# Jongieux
Jongieux é uma comuna francesa na região administrativa de Auvérnia-Ródano-Alpes, no departamento de Saboia. Estende-se por uma área de 6,43 km². Em 2010 a comuna tinha 294 habitantes (densidade: 45,7 hab./km²).